# Андексер
Андексер (на немски: Andechser) е марка немска бира, която се произвежда от манастирската пивоварна „Klosterbrauerei Andechs“ в Андекс, Бавария, Германия. Годишното производство на пивоварната надхвърля 100 000 хектолитра бира. По-голямата част от продукцията на пивоварната освен в Германия, се изнася и продава в много страни в цяла Западна Европа, Русия, Финландия и Япония.

## История
Историята на бирата „Андексер“ е свързана с историята на абатство Андекс. Първите източници за него са от ХІІІ век. През 1455 г. манастирът става част от Бенедиктинския орден, а от 1458 г. е самостоятелно абатство. Монасите варят бира в манастира още през ХV век. По време на секуларизацията на Бавария през 1803 г. абатството е разпуснато, а имотите му продадени през 1804 г.
Манастирът е възстановен отново през 1850 г. като приорат на бенедиктинското абатство Свети Бонифаций в Мюнхен. 
Пивоварството е възстановено през втората половина на ХІХ век. През 1906 г. пивоварната е реконструирана, през 1950 г. е построен нов цех за бутилиране. През 1972 г. се взема решение за построяването на изцяло нова пивоварна и такава е изградена и пусната в експлоатация през 1974 г. Обновена е през 1983, 2006 г. и 2007 г.

## Марки бира
Търговският асортимент на пивоварната включва следните марки:
- Andechser Vollbier Hell – класическа светла сламеножълта лагер бира, с лека сладост и хмелна горчивина, с алкохолно съдържание 4,8 об.%.
- Andechser Spezial Hell – искряща светлозлатиста лагер бира, с малцов аромат, сладост и нотки на хмел, с алкохолно съдържание 5,8 об.%.
- Andechser Bergbock Hell – светлозлатиста силна бок бира, с фина хмелна горчивина хоп в съчетание с лека сладост на мед, с мек, хармоничен завършек, с алкохолно съдържание 7 об.%.
- Andechser Export Dunkel – класическа светла сламеножълта лагер бира, с пълно, заоблено тяло и малцов аромат, с нотки на шоколад, с алкохолно съдържание 4,9 об.%.
- Andechser Doppelbock Dunkel – тъмна допел бок бира, плътна и кадифено гладка, с малцова сладост, с нотки на какао и тъмен шоколад, с алкохолно съдържание 7,0 об.%.
- Andechser Weissbier Hell – светла пшенична вайс бира, с плодов вкус и аромат на банан, пъпеш и карамфил, с алкохолно съдържание 5,0 об.%.
- Andechser Weissbier Dunkel – тъмнокестенова пшенична вайс бира, с плодов аромат на узрял банан и ананас, с тонове на карамел и шоколад, с алкохолно съдържание 5,0 об.%.

- Andechser Weissbier Hefetrüb
- Andechser Weissbier Dunkel
- Andechser Doppelbock Dunkel